# Michael Smith (polityk)
Michael Smith, irl. Micheál Mac Gabhann (ur. 8 listopada 1940 w Roscrea) – irlandzki polityk i rolnik, działacz Fianna Fáil, parlamentarzysta, minister w różnych resortach.

## Życiorys
Absolwent szkoły w prowadzonej przez Kongregację Braci w Chrystusie w Templemore, po czym pracował jako rolnik. Zaangażował się w działalność polityczną w ramach Fianna Fáil. W latach 1969–1973, 1977–1981 i 1987–2007 sprawował mandat posła do Dáil Éireann. W 1982 i od 1983 do 1987 wchodził w skład Seanad Éireann.
Pełnił funkcję ministra stanu (poza składem gabinetu) w departamencie rolnictwa (od grudnia 1980 do czerwca 1981), gospodarki morskiej (w marcu 1987) i energii (od marca 1987 do listopada 1988). Objął następnie pierwsze stanowisko ministerialne – w listopadzie 1988 został ministrem energii. Urząd ten sprawował do lipca 1989, po czym ponownie do listopada 1991 był ministrem stanu (w departamencie przemysłu i handlu). Powrócił do rządu w lutym 1992 jako minister środowiska, którym był do grudnia 1994, od listopada tegoż roku kierował jednocześnie resortem edukacji. W lipcu 1997 został ministrem stanu w departamencie edukacji. W październiku tego samego roku awansowany na urząd ministra obrony, stanowisko to zajmował nieprzerwanie do września 2004. W 2007 został członkiem SIPO, powołanego przez rząd gremium do opracowywania i przestrzegania standardów w działalności publicznej.